# Ley de Grassmann
La ley de Grassmann, nombrada en honor de su descubridor Hermann Grassmann, es un proceso fonológico disimilatorio del antiguo griego y sánscrito, que fue importante en la reconstrucción del protoindoeuropeo y comprensión de la evolución de las lenguas indoeuropeas.

## Descripción
La ley de Grassmann establece que si una consonante aspirada se sigue de otra consonante aspirada en la sílaba siguiente, la primera pierde la aspiración. La versión descriptiva (sincrónica) fue descrita para el sánscrito por Pānini.
He aquí algunos ejemplos en griego de su efecto:
/tʰu-oː/ θύω 'Sacrificio (un animal en ofrenda)'
/e-tu-tʰeː/ ἔτυθη 'Fue sacrificado'
/tʰrik-s/ θρίξ 'pelo'
/trikʰ-es/ τριχές 'pelos'
/tʰap-sai/ θάψαι 'haber sepultado' (infinitivo aoristo)
/tʰapt-ein/ θάπτειν 'sepultar' (infinitivo presente)
/tapʰ-os/ τάφος 'tumba'
/tapʰ-e/ ταφή 'entierro'
En la reduplicación de las formas de perfecto en griego y sánscrito, si la consonante inicial es aspirada, la consonante usada es la correspondiente plosiva, por efecto de esta ley. Por ejemplo [pʰu-oː] φύω 'crezco' : [pe-pʰuː-ka] πέφυκα 'He crecido'.
La desaspiración en griego tiene lugar tras el cambio del protoindoeuropeo (PIE) *bʰ, dʰ, gʰ a /pʰ, tʰ, kʰ/, y el hecho de que ninguna otra lengua indoeuropea haga uso de esta disimilación muestra que se desarrolló independientemente en griego y sánscrito; no operaba en el idioma común.

### Raíces disimiladas
Casos como [tʰrik-s] ~ [trikʰ-es] y [tʰap-sai] ~ [tapʰ-ein] ilustran el fenómeno de raíces disimiladas, para el que se dan dos análisis distintos.
Según uno de ellos, la teoría de la "disimilación original", las raíces elementales eran, respectivamente, /tʰrikʰ/ y /tʰapʰ/. Cuando una /s/ (o el final de la palabra, u otros sonidos variados) sigue inmediatamente, la segunda aspiración se pierde, y la primera por tanto sobrevive ([tʰrik-s], [tʰap-sai]).  Si una vocal sigue a la segunda aspirada, continúa inalterada, y entonces se pierde la primera por efecto de la citada ley ([trikʰ-es], [tapʰ-ein]).
Otra propuesta diferente fue lanzada por los antiguos gramáticos indios. Desde su punto de vista, las raíces eran originalmente /trikʰ/ y /tapʰ/. Estas raíces permanecen inalteradas en [trikʰ-es] y [tapʰ-ein]. Pero si sigue una /s/, se desencadena una "aspiración anterior", en la cual la aspiración retrocede, recayendo en la consonante inicial ([tʰrik-s], [tʰap-sai]). 
De forma interesante, en la formulación inicial de la ley, ésta hacía una breve referencia a la aspiración anterior para explicar estas formas aparentemente erróneas. Sin embargo, el consenso entre los lingüistas modernos vira hacia la otra dirección.
En el tramo final del sánscrito, (y bajo la influencia de los gramáticos) la aspiración anterior fue aplicada a monoaspiradas originales a través de un proceso analógico. Entonces, de la raíz verbal gah 'zambullirse', la forma optativa jighakṣa- fue formada. Esto se hizo por analogía con las formas bubhutsati (otra forma optativa) y bhut (una forma nominal, ambas de la raíz budh 'estar despierto',  originalmente en PIE *[bʰudʰ-]).

## Otras lenguas
En otras lenguas no indoeuropeas, existen cambios fonéticos, análogos a los descritos por la ley de Grassmann. Por ejemplo en Ofo, una lengua sioux extinta y poco documentada. La ley se encuentra en compuestos como el que sigue:
- o´skha "la grulla" + afhaⁿ´ "blanca" : oskạfha "la garza blanca"

Un fenómeno similar ocurre en el meitei (tibeto-birmano) en el cual una consonante aspirada pierde la cualidad si está precedida por una del mismo tipo (que contenga h) en la sílaba anterior. Las consonantes que pierden la aspiración se sonorizan intervocálicamente.
- thin- "agujero" + -khət "hacia arriba" : thingət "agujerear hacia arriba"
- səŋ "vaca" + khom "ubre" : səŋgom "leche"
- hi- "apariencia" + -thok "externo" : hidok "apariencia externa"